# Danske mesterskaber i atletik
Danske mesterskaber i atletik har arrangereds årligt siden 1894, frem til 1900 dog kun med et fåtal discipliner. I 1901 blev det første Store-DM med et stort program arrangeret. Udover Store-DM blev der hvert år arrangeret flere mindre mesterskaber i; cross, landevejsløb, maraton, lange stafeter og mangekamp. De første indendørs mesterskaber arrangeredes 1971.
Oprindeligt var mesterskaberne åbne også for deltager fra andre lande, men efter 1907 da de da nystiftede Dansk Atletik Forbund overtog mesterskaberne kan kun danskere deltage. Fra midten af 1980'erne kan udenlandske statsborgere frit deltage i DM, såfremt de har haft fast bopæl i Danmark de forudgående seks måneder og er medlemmer af en forening under DAF. De danske indendørs mesterskaber var i mange år åbne også for deltager fra andre lande, nu gælder halvårs-reglen.

## Discipliner gennem tiderne
Mænd
| Løb - 100 meter (1901-) - 150 meter (1896-1900) - 200 meter (1919-) - 440 yard/400 meter (1901-1909, 1910-) - 880 yard/800 meter (1901-1906, 1919-) - 1 mile/1500 meter (1994-1909, 1910-) - 5000 meter (1910-1911, 1919-) - 1 dansk mil (1900-1909) - 10.000 meter (1910-) - 20 km (1924-) - 40km/Maraton (1910-1936. 1937-) - Terrængløb/cross (1901-) - Trail (2015-) | Hække- og forhindringløb - 110 meter hæk (1901-) - 400 meter hæk (1926-) - 3000 meter forhindring (1945-) | Spring - Længdespring (1901-) - Højdespring (1901-) - Stangspring (1901-) - Trespring (1910-1922, 1926-) - Længdespring uden tilløb (1911) - Højdespring uden tilløb (1911) | Kast - Kuglestød (1901-1909, 1926-) - Kuglestød sammenlagt (1910-1937) - Diskoskast (1901-1909, 1926-) - Diskoskast sammenlagt (1910-1937) - Spydkast (1901-1909, 1926-) - Spydkast sammenlagt (1910-1937) - Hammerkast 1910- - Vægtkast - 25,4kg (1926-28) - 15kg (1929-1946, 1951-1970, 1978-2001) - 15,89kg (2002-) - Kastefemkamp Mangekamp - Femkamp (1901-) - Tikamp (1901-1911, 1917-) | Hold - Danmarksturneringen (1959-) - 4 x 100 meter (1909-) - 4 x 400 meter (1919-) - 4 x 800 meter (?-?) - 4 x 1500 meter (1929-) - Tremands holdløb i 10km (1929-?) - Tremands terrængløb/cross (1929-) |

Kvinder
| Løb - 100 meter (1946-) - 200 meter (1944-) - 400 meter (1961-) - 800 meter (1956-) - 1500 meter (1969-) - 3000 meter (1973-1994) - 5000 meter (1995-) - 10.000 meter (1986-) - Halvmaraton (1990-) - Maraton (1980-) - Terrængløb/cross (1973-) | Hække- og forhindringløb - 80 meter hæk/100 meter hæk (1944-1968, 1969-) - 400 meter hæk (1977-) - 3000 meter forhindring (?-) | Spring - Længdespring (1944-) - Højdespring (1944-) - Stangspring (1996-) - Trespring (1988-) | Kast - Kuglestød (1944-) - Diskoskast (1944-) - Spydkast (1944-) - Slyngbold (?-?) - Hammerkast (1988-) - Kastetrekamp - Kastefirekamp - Kastefemkamp Mangekamp - Trekamp - Femkamp (-1980) - Syvkamp (1981-) - Ottekamp - Nikamp | Hold - Danmarksturneringen (1966-) - 4 x 100 meter (1944-) - 4 x 200 meter (1995-1998) - 4 x 400 meter (1970-) - 4 x 800 meter (?-) - Halvmaraton (1990-) - Maraton (1982-) |

Afskaffede discipliner i kursiv.
1. ↑  1 dansk mil = 7.532,48 meter